# Michael Irvin
Michael Jerome Irvin (sinh ngày 5/5/1966) là cầu thủ bóng bầu dục đã giải nghệ, bình luận viên thể thao, diễn viên người Mỹ. 
Irvin từng tham gia trong mùa thứ 9 của chương trình khiêu vũ Dancing with the Stars (2009) và lọt vào top 7 của mùa này. 